# 山高信直
山高 信直（やまたか のぶなお）は、戦国時代から江戸時代初期の武将、旗本。

## 概要
甲斐国巨摩郡山高郷（現・山梨県北杜市武川町山高）を領し、同国の大名・武田氏に仕えて武川衆に数えられた山高氏の出身。祖父の親之は武田信繁に属し、川中島の戦いに功があった。
父と同じく武田信玄に仕え、特に武田信繁の子・信豊の麾下にあった。元亀3年（1572年）父信親は三方ヶ原の戦いで戦死。翌年には信玄も死去したため、その跡を継いだ武田勝頼に仕える。天正10年（1582年）武田氏滅亡後、織田信長は武田氏旧臣の召し抱えを禁止したが、徳川家康は信直を始めとする武川衆を密かに庇護した。そのため信長死後の天正壬午の乱では後北条氏の誘いを断って家康に臣従し、旧領の安堵を受けた。また柳沢信俊とともに敵兵を討つ武功があったという。天正12年（1584年）小牧・長久手の戦いでは信濃国佐久郡勝間に駐在し、戦後は牧野康成の部将として尾張一宮城に入った。
天正18年（1590年）小田原征伐に従軍。戦後に徳川領が関東に移ると、山高氏には武蔵国大里郡鉢形に120石を与えられた。天正19年（1591年）九戸政実の乱では長男親重とともに大久保忠世に属して岩出山城まで出張。文禄元年（1592年）文禄の役に際して兵船造営のための材木調達を指揮。慶長5年（1600年）関ヶ原の戦いでは、親重が大久保忠隣に属して上田合戦に加わっている。慶長9年（1604年）旧武川衆への加増を受けて旧領山高175石を与えられたが、これを親重に譲って別家を立てさせ、自身は武蔵国男衾郡内に200石を領した。そのため信直の継嗣としては親重の長男・信俊が立てられている。慶長19年（1614年）信俊に家督を譲り、寛永2年（1625年）73歳で死去した。